# Proisocrinidae
De Proisocrinidae zijn een familie van zeelelies uit de orde Isocrinida.

## Geslacht
- Proisocrinus A.H. Clark, 1910